# ديفيد بي. ماسي
ديفيد بي. ماسي (بالإنجليزية: David B. Massey)‏ هو رياضياتي أمريكي، ولد في 24 أغسطس 1959.